# Anthony Dawson
Anthony Dawson (ur. 18 października 1916 w Edynburgu, zm. 8 stycznia 1992 w Susseksie) – szkocki aktor, znany z ról "czarnych charakterów". Jego najsłynniejsza rola to profesor Dent w filmie Doktor No.

## Wybrana filmografia
- Doktor No (1962) – profesor R. J. Dent
- Pozdrowienia z Rosji (1963) – Ernst Stavro Blofeld (tylko postać, głos podłożony przez Erica Polhmanna)
- Operacja Piorun (1965) – Ernst Stavro Blofeld (tylko postać, głos podłożony przez Erica Polhmanna lub Josepha Wisemana)
- Śmierć jeździ konno (1967) – Burt Cavanaugh / Manina
- Bitwa nad Neretwą (1969)
- Samuraj i kowboje (1971) – Hyatt